# Transmorphers 3 – Der dunkle Mond
Transmorphers 3 – Der dunkle Mond (Originaltitel Transmorphers: Fall of Man) ist ein US-amerikanischer Science-Fiction-Film aus dem Jahr 2009 von Scott Wheeler. Das Drehbuch verfasste Shane Van Dyke, der auch in einer der Hauptrollen zu sehen ist.

## Handlung
300 Jahre nach den Ereignissen aus Transmorphers beobachtet Hadley Ryan eine Frau, die am Steuer mit ihrem Handy telefoniert. Nach einer Verwarnung, die sie ignoriert, fährt sie telefonierend weiter, ehe sich das Handy in eine Roboterspinne verwandelt und sie tötet. In der Edwards Air Force Base wird bekannt, dass auf der Erde Signale aus dem Weltall empfangen wurden. Dr. Jo Summers erfährt aus einer Zeitung über dem Vorfall mit der Frau und dem Handy. Während der Obduktion der toten Frau wundert man sich, über die Art und Herkunft der Verletzungen.
Derweil kommt Madison Ryan von der Arbeit, um festzustellen, dass ihr Fernseher nicht geht. Daher bittet sie ihren alten Freund Jake Van Ryberg, sich diesen anzuschauen. Als er die Satellitenschüssel überprüfen will, verwandelt sich diese ebenfalls in einen Kampfroboter, verschwindet aber unauffällig. Etwas entfernt davon wird ein Autofahrer von seinem eigenen SUV getötet. Ryan trifft sich mit Madison und Jake und alle drei berichten über die Vorfälle. Dienstlich wird Hadley Ryan zu dem Tatort des SUV gerufen. Als er diesen abschleppen lassen will, wird er von Satellitenroboter angegriffen. Nach und nach gehen die todbringenden Maschinen auf Menschenjagd. Es kommt zum offenen Schlagabtausch und bald stehen sich Maschinen und Menschen im Kampf gegenüber.
Schnell zeigt sich, dass die Menschen ohne eigene Technologien unterlegen sind und werden immer wieder zurückgeschlagen. Der Polizist Hadley Ryan, der zu den ersten Zeugen dieser Ereignisse wurde, versammelt daher eine kleine Gruppe Überlebender um sich. Mit dieser plant er einen Gegenangriff um die Aliens zu besiegen und die eins durch Menschen entwickelten Geräte wieder in ihren Normalzustand zu verwandeln. Bei einer dieser Auseinandersetzungen stirbt Hadley, aber die Übrigen erfahren, dass Außerirdische das Wasser und die Atmosphäre an deren Physiologie anpassen wollen, um auf der Erde leben zu können. Nachdem sie ein Terraforming-Roboter zerstören konnten, setzt dieser eine für Menschen tödliche Chemikalie frei. Darüber informiert Jake die Menschen, die sich unterirdisch versteckt haben.

## Hintergrund
Es handelt sich um eine Fortsetzung des Films Transmorphers aus dem Jahr 2007 und erschien als Mockbuster zu Transformers – Die Rache. In Deutschland erschien der Film unter dem Titel Transmorphers 3 – Der dunkle Mond, um sich im „Fahrtwasser“ von Transformers 3 fortzubewegen.

### Produktion
In den Hauptrollen sind Bruce Boxleitner, Jennifer Rubin und Shane Van Dyke zu sehen. Gedreht wurde in Kalifornien, unter anderen in Eagle Mountain, Long Beach, Los Angeles, Oxnard und Palmdale.

### Veröffentlichung
Der Film erschien in den USA am 30. Juni 2009 unter dem Titel Transmorphers: Fall of Man. In Deutschland erschien der Film am 29. Juli 2009 und wurde auch unter den Filmtiteln Transmorphers 2 und Transmorphers – Zeitalter des Untergangs vertrieben.

## Rezeption
„Billig- Abwandlung der "Transformer"-Reihe als typisches Produkt des Asylum-Studios mit allen bekannten Mängeln.“

Im Audience Score, der Zuschauerwertung auf Rotten Tomatoes, hat der Film bei über 250 Wertungen eine Bewertung von 9 % erhalten. In der Internet Movie Database hat der Film bei über 1.700 Stimmenabgaben eine Wertung von 2,1 von 10,0 möglichen Sternen.